# Махмуд-хан II
Махмуд-хан II (д/н — 1141) — 13-й каган Західнокараханідського ханства у 1132—1141 роках.

## Життєпис
Походив з алідської гілки династії Караханідів. Син Арслан-хана, кагана Західнокараханідського ханства. 1129 році в ханстві почалася боротьба за владу, в яку зрештою втрутився Ахмад Санджар, малік Хорасану, а потім Ібрагім II Богра-хан, каган Східнокарахандського ханства.
В цій боротьбі Махмуд-хан спирався на допомогу Ахмада Санджара, що був його швагром. 1132 року зумів відвоювати Самарканд. Але в Бухарі Сельджукиди поставили свого намісника. З 1135 року вимушений був воювати з хорезмшахом Атсизом.
1137 року до його володінь стали проникати каракитаї. Того ж року у битві біля Ходженту зазнав поразки від гурхана Єлу Даші. Можливо 1140 року знову зустрівся у битві біля цього міста, але в дурге зазнав поразки.
1141 року Ахмад Санджар прийшов на допомогу Махмуд-хану II. В битві на Катванській рівнині союзники зазнали нищівної поразки від Єлу Даші. Невдовзі після цього каган загинув, а владу отримав брат Ібрагім.